# 强力和弦
在木吉他或电吉他中，强力和弦（power chord），或称重力和弦、强五和弦、强力五和弦，是对含根音和五音的和弦的一种俗称。强力和弦多用于带音箱的吉他，特别是带失真效果的电吉他。强力和弦是许多类摇滚乐的重要组成元素，在重金属音乐和朋克摇滚中的应用尤其广泛。

## 理论分析
在失真效果器下，声音信号经过非线性的变换生成额外的泛音列，引起互调失真。因此，失真效果器下的普通三和弦生成的频率会有较为复杂的比值。这也导致了最终的音响效果粗糙而难以分辨。
但是在十二平均律下，强力和弦根音和五音的频率比非常接近纯律中的3:2简单整数比，让泛音避免了过度的不谐和。互调让声音的频率同时向两个方向延伸；低于根音一个八度的基频让音色听起来更加丰富且加重了低音，使得整个声音更具一种“力量感”。即使没有失真效果器，强力和弦也会因为和音效应而显得强劲有力。强力和弦的另一优势是演奏难度较低；音乐家在演奏和弦时可以实现快速的转换，且更易融入旋律与固定音型。

## 术语

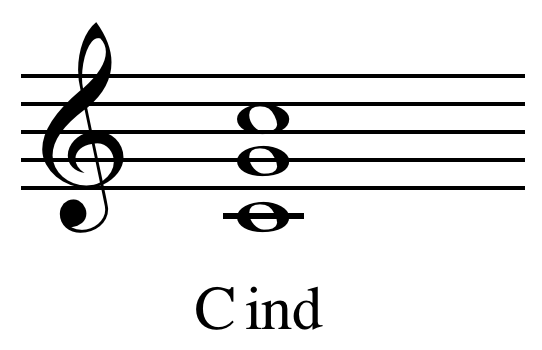
在三和弦的框架下，一个缺失了三音的和弦会被认为是一个“未确认（indeterminate，ind）”的三和弦。

音乐理论学家就强力和弦是否能够被称作“和弦”分为了意见不同的两派。在传统的定义下，强力和弦往往不是和弦，而是“dyad”（相隔一个特定音程的一对音）。然而，强力和弦作为流行音乐和摇滚音乐中的一个术语，常见于频繁使用过载电吉他的硬式摇滚、重金属音乐和朋克摇滚，且已推广至键盘与合成器的领域。
强力和弦常常被记作“5”或者“（no 3）”。例如，“C5”或“C（no 3）”是根音为C，五音为G的强力和弦。对C5进行转位后，G变为低音，构成一个纯四度。
另一种记法是加上“ind”，意为“不确定的（indeterminate）”和弦。因为强力和弦没有三音，所以它既不是大调和弦，又不是小调和弦。强力和弦这种不确定的属性类似变色龙：当强力和弦出现在大调的氛围中时，它就听起来像大调和弦；反之，在小调的氛围里，它听上去像小调和弦。

## 历史

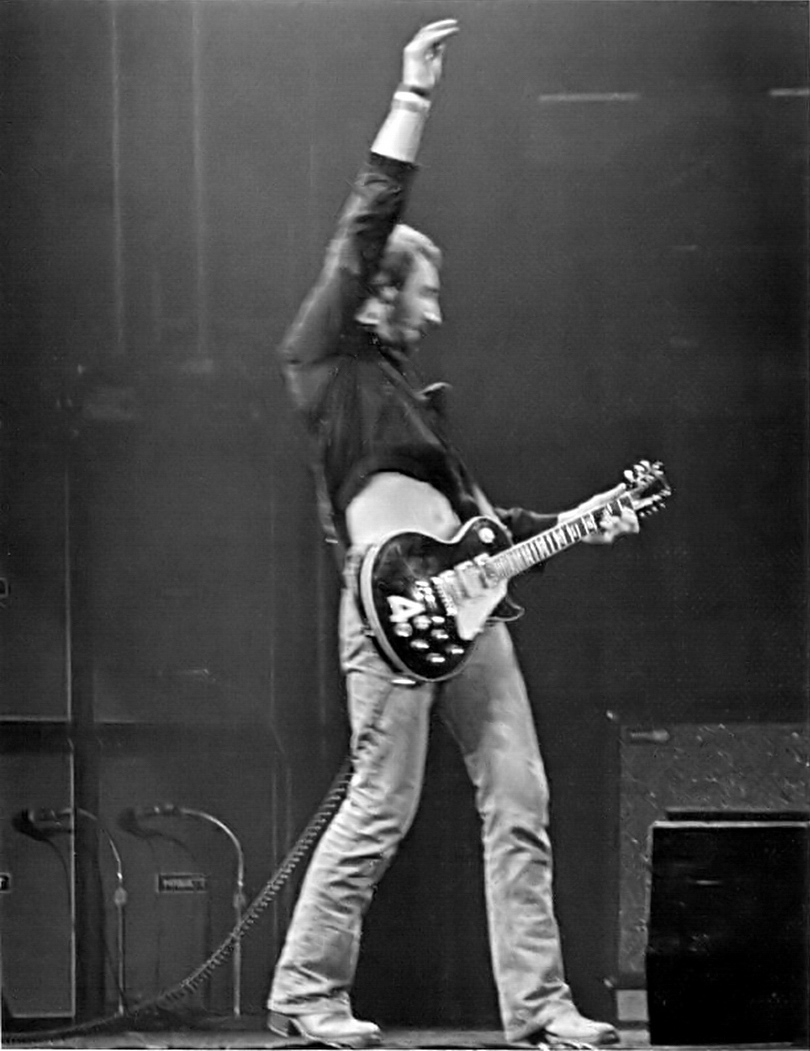
谁人乐队吉他手皮特·汤申德的大风车式扫弦。

强力和弦的起源可以追溯至1950年代的商业唱片。作家罗伯特·帕默认为电子蓝调吉他手威利·约翰逊和派特·海爾是强力和弦真正的始祖，并以约翰逊演奏的咆哮之狼的《How Many More Years》（录制于1951年）、海爾演奏的詹姆斯·柯顿（James Cotton）的《Cotton Crop Blues》（录制于1954年）为例子说明。斯科蒂·穆尔曾以强力和弦作为猫王1957大热歌曲《监狱摇滚》的开头。林克·雷也常常被认为是第一位使用强力和弦的主流摇滚音乐家，代表作品是《Rumble》（录制于1958年）。
另一首构筑于强力和弦的大热单曲是奇想乐团在1964年发行的《你让我神魂颠倒》，单曲中的重复乐句中出现了快速的强力和弦变化。谁人乐队的吉他手皮特·汤申德还曾经使用夸张的大风车式扫弦来演奏强力和弦（例如歌曲《My Generation》）。在深红之王的专辑《红色》中 ，罗伯特·弗里普也使用了强力和弦。强力和弦在不少朋克摇滚中十分重要，许多朋克吉他手在写曲子的时候甚至只使用强力和弦：例如道尔·沃尔夫冈·凡·弗兰肯斯坦和约翰尼·拉莫内。

## 演奏技巧
强力和弦横跨的音程常常在一个八度以内，即最贴近泛音的几个音，有时也会叠加八度音。强力和弦的一般在中音音区演奏。
以上谱例是 F5 和弦的四个例子（A、B、C、D 为序号而不是和弦名称）。A 为普通的纯五度；B 在 A 的基础之上叠加了一个八度；C 作为纯四度，也是一种力量和弦，因为其隐含了一个丢失的低音；D 不但向上叠加了根音的纯八度，还向下叠加了五度音的八度：实际上，向上或向下给根音或者五度音叠加八度在力量和弦中都是被允许的。

### 蜘蛛和弦

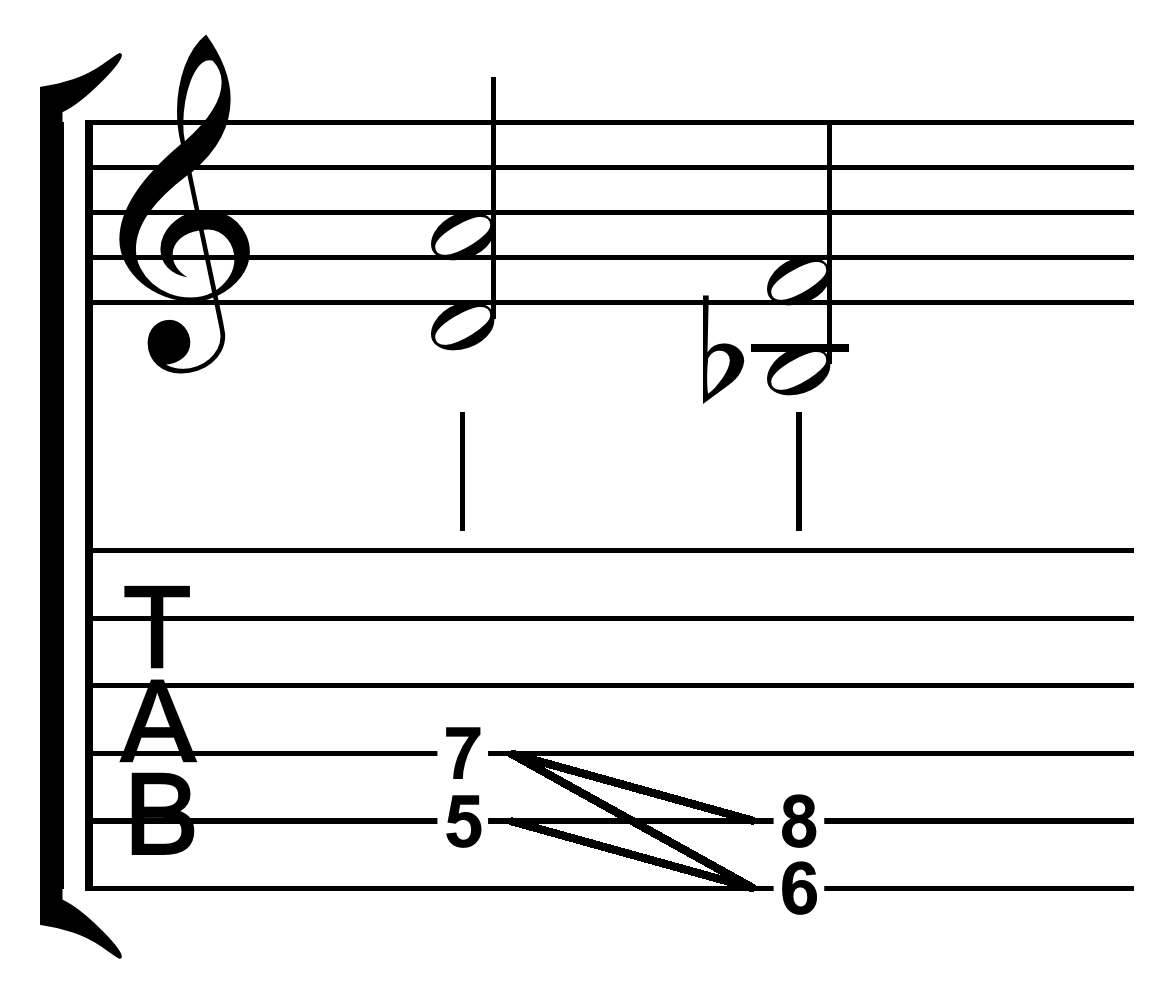
根音为D和B♭的蜘蛛和弦：。

蜘蛛和弦（spider chord）是一种在1980年代敲击金属的背景下风靡一时的吉他技巧，由麦加帝斯的戴夫·马斯泰恩起名且推广，可以减少演奏需要跨弦的固定音型时的弦噪。蜘蛛和弦在歌曲《Wake Up Dead》、《Holy Wars... The Punishment Due》和《Ride the Lightning》中出现。蜘蛛和弦要求演奏者运用所有的四根手指按弦——这也是其名称的由来。例如：
```
   D5 Bb5
e|-------|
B|-------|
G|-------|
D|-7-----|
A|-5--8--|
E|----6--|
   3      <
   1  4   <--蜘蛛和弦的指法
      2   <

```

以上TAB谱中的两个力量和弦可以在不换把的情况下连续演奏，避免了弦噪的出现。而一般传统的指法是两个和弦都用 {\displaystyle _{1}^{3}}，需要同时换把和换弦。用蜘蛛和弦的指法演奏大七和弦的时候可以不用演奏出其中的大三和弦，例如：
```
    AM7
e|------|
B|------|
G|------|
D|--6---|
A|--7---|
E|--5---|
    3
    4
    2

```

和弦中的C♯被省略了。